# Goniothalamus curtisii
Goniothalamus curtisii är en kirimojaväxtart som beskrevs av George King. Goniothalamus curtisii ingår i släktet Goniothalamus och familjen kirimojaväxter. IUCN kategoriserar arten globalt som livskraftig. Inga underarter finns listade i Catalogue of Life.